# Helge Bangsted
Peter Albrecht Helge Nielsen Bangsted, född 9 november 1898 i Köpenhamn, död 17 november 1974 i Glostrup, var en dansk journalist, redaktör, författare och nazistisk politiker.
Helge Bangsted var utbildad journalist och arbetade bland annat för tabloidtidningen B.T. (1929-1940). Under 1920-talet reste han till Grönland i flera omgångar: Han var på Grönland första gången 1920-1921 och deltog i Knud Rasmussens 5:e Thuleexpedition (1921-1924). Därefter blev han själv ledare för en etnologisk expedition till Grönland (1925-1926), deltog i en amerikansk expedition (1927) och ledde University of Michigans expedition till inlandsisen (1929) samt en filmexpedition (1930). Tillsammans med Laurids Skands skrev Bangsted manuskriptet till filmen Eskimå från 1930, vilken hade George Schnéevoigt som regissör.
Efter Nazitysklands ockupation av Danmark 9 april 1940 var Bangsted en av de journalister som lämnade B.T. och gick över till den nazistiska tidningen Fædrelandet. Bangsted blev tidningens chefredaktör. Två år senare blev han ledare för det danska nazistpartiet, DNSAP. Då partiet fick 43 000 röster i 1943 års folketingsval blev Bangsted invald och satt där fram till krigsslutet. Efter kriget dömdes han till åtta års fängelse, varav han avtjänade fyra.

## Filmmanus
- 1930 – Eskimå